# Бенкай
Бенкай (на сръбски: Бенкај) е село в Черна гора, част от Община Подгорица. Населението на селото през 2003 година е 7 души, всички етнически албанци.

## Население
- 1948 – 62 жители
- 1953 – 69 жители
- 1961 – 61 жители
- 1971 – 78 жители
- 1981 – 44 жители
- 1991 – 29 жители
- 2003 – 7 жители

### Етнически състав
(2003)
- 7 (100 %) – албанци

|  | Тази страница частично или изцяло представлява превод на страницата „Бенкај“ в Уикипедия на сръбски. Оригиналният текст, както и този превод, са защитени от Лиценза „Криейтив Комънс – Признание – Споделяне на споделеното“, а за съдържание, създадено преди юни 2009 година – от Лиценза за свободна документация на ГНУ. Прегледайте историята на редакциите на оригиналната страница, както и на преводната страница, за да видите списъка на съавторите. ВАЖНО: Този шаблон се отнася единствено до авторските права върху съдържанието на статията. Добавянето му не отменя изискването да се посочват конкретни източници на твърденията, които да бъдат благонадеждни. |